# Václav Čtvrtek
Václav Čtvrtek (eredetileg Václav Cafourek) (Prága, Osztrák–Magyar Monarchia, 1911. április 4. – Prága, Csehszlovákia, 1976. november 6.) cseh ifjúsági író, költő, sci-fi-szerző.

## Életpályája
Václav Cafourek néven született Prágában. Az első világháború idején a család Jičínbe (észak-csehországi kisváros Prágától keletre) költözött a nagyapához. Az itteni természetközeli környezet és erdő a későbbiekben meséi helyszínéül szolgált és megadta azok alaphangulatát is.
A háború után visszatértek Prágába, s apja 9 hónapon át, majd minden nap meséket mondott gyermekeinek egy cseh cipészről, aki megjárta a nagy háborút. Utóbb részben eme történetek ihlették meg némely műve megírásakor.
1931-ben érettségizik, majd kereskedelmi akadémiát végez. Ezek után apja kívánságának engedelmeskedve beiratkozik a jogi egyetemre, amit 3 szemeszter után abbahagy. A nyugat-csehországi Cheb városában állt szolgálatba tisztviselőként (1933–1939), s a pénzügyigazgatói rangig vitte. A 2. világháború alatt is e munkakörben dolgozott Prágában (1940–1945). 1945-ben katonai szolgálatot teljesít, 1946-48 között a pénzügyminisztériumban foglalkoztatják.
Már az 1930-as években írogat diáklapokba, ill. 1940-ben könyve is megjelenik (Huge Prattler álnéven, nagyjából: Egetverő Nagyotmondó), ám igazi művészi pályafutása a háború után kezdődik: gyermeklapoknak ír, 1949-től tíz éven át ifjúsági műsorok rádiódramaturgja. Írói nevét 1946-ban vette föl, hivatalosan 1959-ben változtatta meg; ekkortájt kezdett gyermekrajzfilm-forgatókönyveket írni a csehszlovák televízió részére. 1960-tól szabadfoglalkozású író.
Életében mintegy 50 kötete jelent meg. Zömmel gyermek- és ifjúsági irodalmat publikált, de közreadott néhány felnőtteknek szóló kötetet, ill. sci-fi-művet is.
Számos műve játszódik a jicsíni erdőben. 1975-ben Jičín városa (mely napjainkban is jobbára neki köszönheti hírnevét) díszpolgársággal tisztelte meg.

## Munkássága
Legismertebb művében Rumcájsz (eredeti formájában Rumcajs, a "cseh Robin Hood"), ill. felesége, Manka, és kisfiuk, Csibészke (eredeti nevén Cipísek) kalandjait meséli el (Szélvész szarvas társaságában). Rumcájsz suszterként dolgozott Jicsinben, ám egy nap összezördül a városka polgármesterével, aki elűzi otthonából. Így a főhős útonállónak áll, afféle jószívű rablóvá lesz, aki segíti a szegényeket. A "zsiványcsalád" kényszerűségből a jicsíni erdőben húzza meg magát. Ráadásképp a nagyhatalmú jicsíni gróf és felesége folyton fenekedik rájuk (és a népet is sanyargatják). Ám a talpraesett és agyafúrt betyár mindig túljár a felfuvalkodott uraság és a hatóság, pandúrok eszén.
A meséből Rumcájsz kalandjai (O loupežníku Rumcajsovi) címmel nagysikerű rajzfilmet forgattak (39 rész, 1967–1984, Radek Pilař figuratervei alapján, Ladislav Čapek rendezésében). A sorozatot több mint 30 országban vetítették.
Ugyancsak neki köszönhetjük a Moha és páfrány (Pohádky z mechu a kapradí) mesét, melyből szintén készült gyermekrajzfilm-adaptáció (39 rész, 1968-1979, Zdeněk Smetana rendező figuratervei alapján).
Műveinek legismertebb illusztrátora Radek Pilař.

## Művei
- Termékeny szerző volt, életében mintegy 50 kötete jelent meg. Műveinek felsorolását csehül lásd.

## Magyarul
- Csirizár, Hinárkóc és Kocsibak; fordította: D. Sidó Ágnes; Madách–Móra, Bratislava–Budapest, 1974
- Rumcajsz kalandjai. Csirizár és Csipisz; fordította: D. Sidó Ágnes; Madách–Móra, Bratislava–Budapest, 1977
- Hogyan kereste az ördög a pokol nyílását; fordította: Illés Anna; Madách–Móra, Bratislava–Budapest, 1983
- Moha és Páfrány; fordította: Lőrincz Emőke; Madách–Móra, Bratislava–Budapest, 1985
- Manka; fordította: Karsay Katalin; Madách–Móra, Bratislava–Budapest, 1987
- Pajzán mesék; ill. Gyulai Líviusz, fordította: Molnár Éva; Korma Könyvek, Budapest, 2000 (Bohemia kiskönyvtár)
- Rumcájsz; fordította: Balázs Andrea; Móra–Albatros, Budapest–Praha, 2003
- Moha és Páfrány; fordította: Lőrincz Emőke, Balázs Andrea; Móra–Albatros, Budapest–Praha, 2003
- Moha és Páfrány kalandjai; szöveg Václav Čtvrtek alapján, átdolg. Šárka Krejčová, fordította: Balázs Andrea; Móra, Budapest, 2010 [leporelló]
- Pajzán mesék és csodák; ill. Gyulai Líviusz, fordította: Molnár Éva; 2. bőv. kiad.; Te-Art-Rum, Budapest, 2010 (Bohemia kiskönyvtár)

## Fordítás
- Ez a szócikk részben vagy egészben  a   Václav Čtvrtek című cseh Wikipédia-szócikk fordításán alapul.  Az eredeti cikk szerkesztőit annak laptörténete sorolja fel. Ez a jelzés csupán a megfogalmazás eredetét és a szerzői jogokat jelzi, nem szolgál a cikkben szereplő információk forrásmegjelöléseként.